# Cangrejo blando

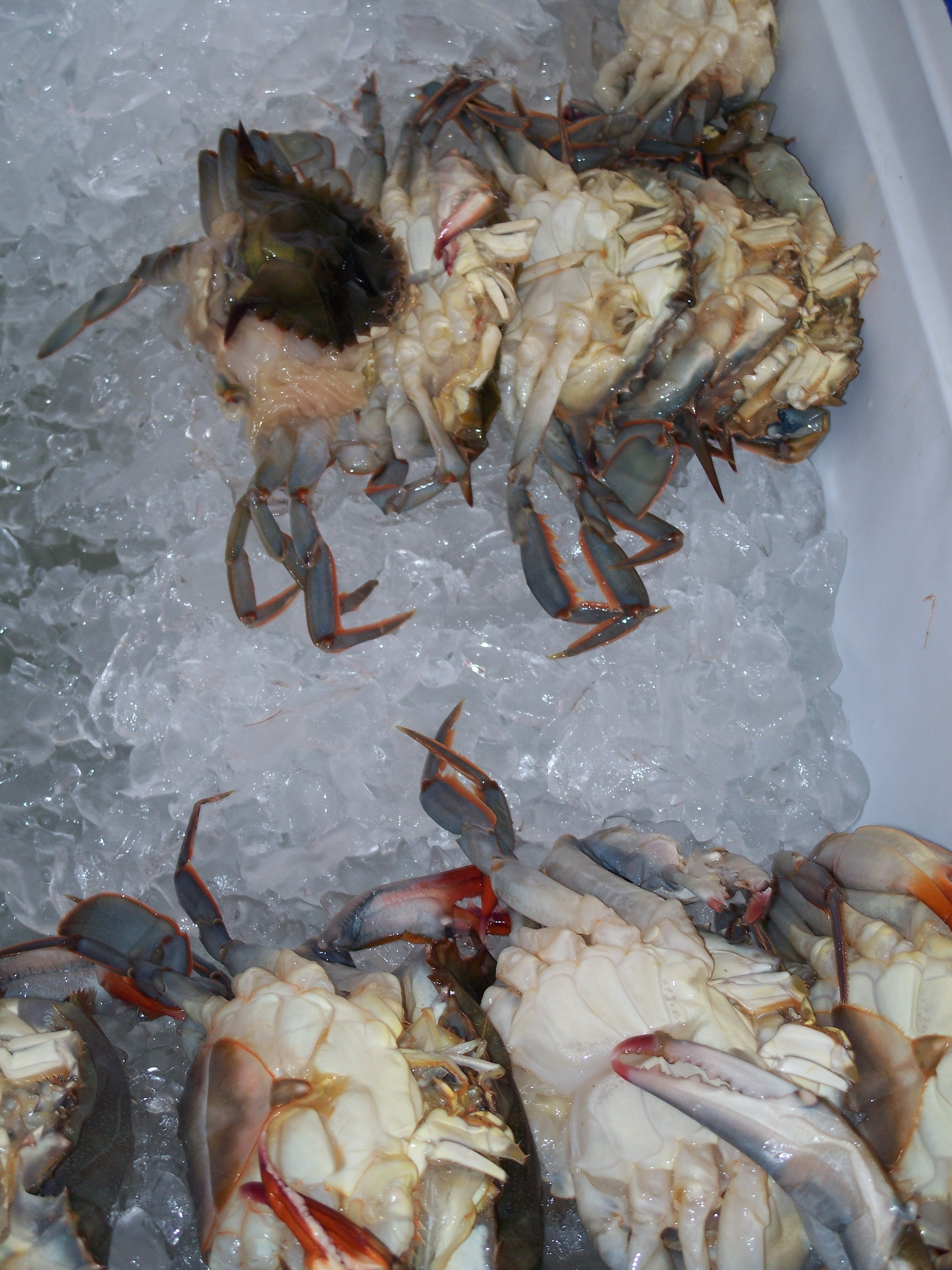
Cangrejos blandos a la venta en Nueva Orleans (Luisiana).

El cangrejo blando o cangrejo de caparazón blando es un tipo de cangrejo que puede comerse entero cuando se cocina poco después de que haya mudado su caparazón.
La especie concreta de cangrejo varía de una región a otra. En los Estados Unidos suelen usarse cangrejos azules (Callinectes sapidus), mientras en Asia se emplea el cangrejo de manglar. En Italia el cangrejo mediterráneo común (Carcinus aestuarii) blando es una delicia típica de la Laguna de Venecia (donde se llama moeca).
Cuando los cangrejos crecen sus conchas no pueden expandirse, de forma que la mudan, quedando durante unos días con un exterior blando que los hace vulnerables y aptos para su consumo. Los pescadores suelen apartar los cangrejos que han empezado su muda, hasta que completan el proceso y pueden enviarlos al mercado como cangrejos blandos. Los cangrejos deben mantenerse vivos hasta justo antes de cocinarse, de forma que se consuman frescos. Normalmente los cangrejos deben comerse como mucho cuatro días después de mudar la concha, para que queden blandos. Tras este periodo comienzan a tener de nuevo una concha fina, resultando crujientes al ser comidos, y menos demandados por los clientes.
En el caso del cangrejo azul en aguas frías, la muda es muy estacional y suele durar de primeros de mayo a julio. La demanda de cangrejo blando se ha incrementado gracias a su uso en las cocinas de Japón y otros países, por lo que el cangrejo de manglar se ha usado como alternativa. Debido a que el cangrejo de manglar crece en los llanos fangosos todo el año, supone una fuente continua de cangrejo blando. En aguas más cálidas, como las del Golfo de México, los cangrejos blandos están disponibles durante un periodo más largo. Los cangrejos siguen mudando todo el año, pero en menor número, lo que a veces hace que no resulte rentable para los pescadores continuar con su cosecha estos periodos.
La Bahía de Chesapeake, compartida por Maryland y Virginia, es famosa por sus cangrejos azules blandos.
Cuando se comen, los cangrejos blandos se rebozan y fríen, saltean o a veces se asan a la parrilla. Tradicionalmente el cangrejo frito se sirve con diversas salsas y trozos de limón.